# Salá
Esta página contém alguns caracteres especiais e é possível que a impressão não corresponda ao artigo original.
A Salá, Salat ou Salah (em árabe: صلاة) refere-se às cinco orações públicas que cada muçulmano deve realizar diariamente, voltado para Meca. Há cinco salás diários. É um dos Cinco Pilares do Islão (arkan al-Islam). Em outras línguas estas orações são chamadas de Namaz.
Os salás devem ser efetuadas em árabe, mesmo que o crente não conheça a língua, embora as súplicas (dua) possam ser feitas em outro idioma. As orações devem ser feitas em momentos concretos do dia, que não correspondem a horas, mas a etapas do curso do Sol:
- Fajr: ao alvorecer;
- Dhur (ou Dor[1] ou Zhur): ao meio-dia, depois do sol ter atingir o seu ponto máximo;
- Asr (ou Alá-sari [2]: entre o meio-dia e o pôr do sol;
- Maghrib (ou Magarebe[3]): logo após o pôr do sol;
- Isha (ou Ichá[4]): de noite, pelo menos uma hora e meia após o pôr do sol e antes da hora de fajr, (Não passar a meia noite).

Consistem na recitação de um conjunto de versículos do Corão, num ciclo de posições (em pé, curvado, de joelhos, prostrado e sentado) a que se chama de rakca (ou genuflexão); o número de genuflexões varia de acordo com a oração do dia. Estas orações não devem ser confundidas com as orações informais que os muçulmanos podem fazer quando sentem necessidade de pedir algo ou simplesmente conversar com Deus.
Quando o devoto não faz as orações obrigatórias dentro do devido horário, é obrigatória a realização das mesmas o mais depressa possível. Quando a oração é realizada fora do horário vigente, ela recebe o nome de Salá Al-Qhada.

## Procedimento

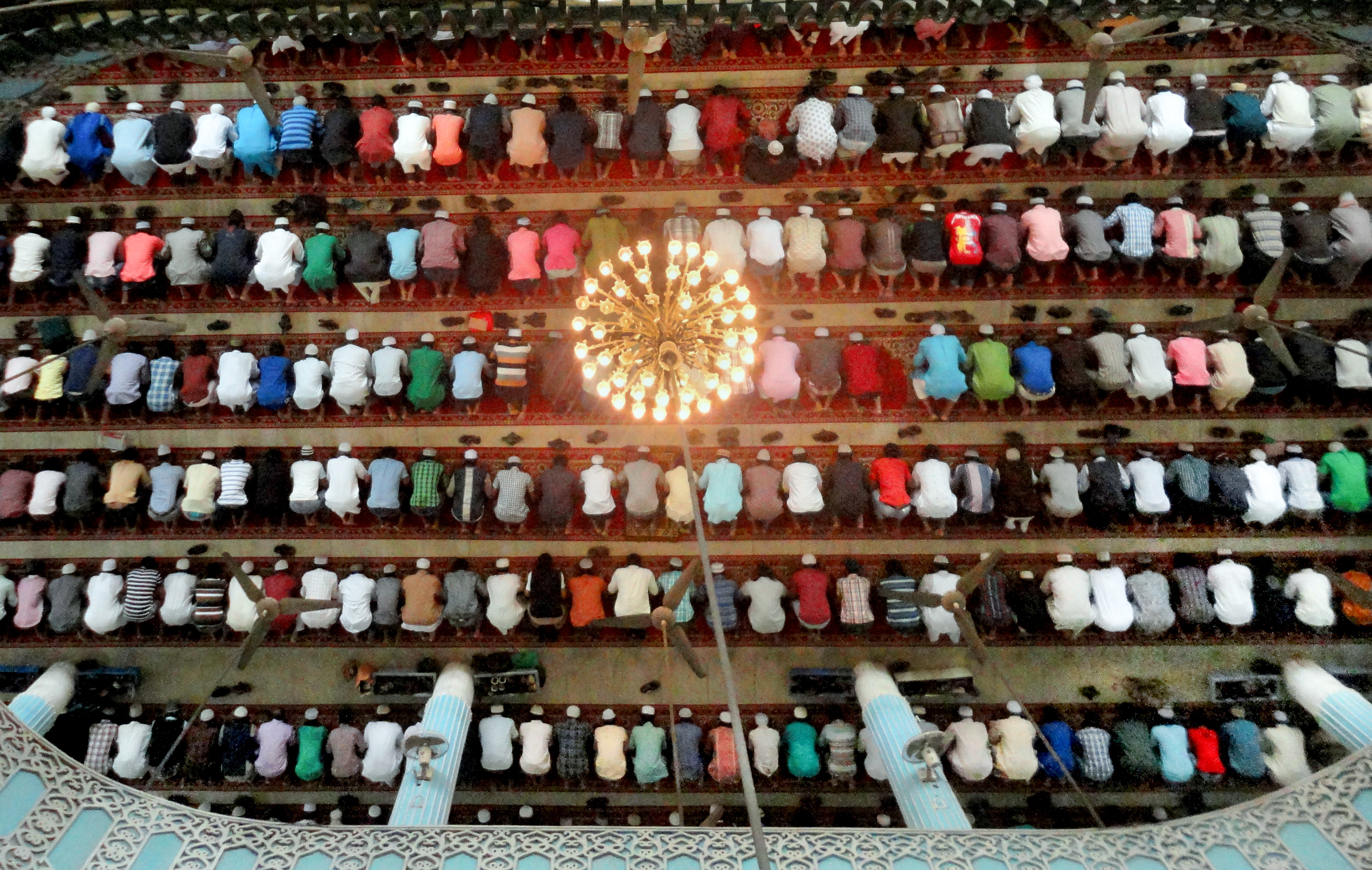
Muçulmanos prostrando-se durante oração em uma mesquita em Bangladexe

A oração deve ser precedida de um ritual de purificação (ablução) denominado wudu (ou wuzu), que consiste em lavar com água as mãos, as narinas, os braços até a altura do cotovelo, a face, a cabeça, as orelhas e ouvidos e os pés, de uma determinada maneira. Caso isso não seja possível, o muçulmano pode rezar no ambiente em que estiver (seja na rua, no seu escritório etc.).
Depois de ficar em estado de pureza ritual, o muçulmano orienta-se na direção da Caaba em Meca (quibla) e toma a decisão formal de rezar, recitando a intenção (niyeh).
| Tenciono rezar a (nome da oração) sendo ela uma obrigação diante de Deus | وأعتزم أن تصلي صلاة الصباح / الظهر / مساء / الغسق / ليلة واجب أمام الله. | Nauaitu ân uçalli fardad'sobeh/addohr/açr/maghreb/ishá uéjeb korbatân ilal'Lah Taalá [6] |
Após dizer a niyeh, o muçulmano deve recitar o takbir ("exaltação"), elevando os braços para o céu:
| "Deus é grande" | الله اكبر الله اكبر | Allahu akbar |
De seguida, o fiel recita o primeiro capítulo do Corão, denominado Fatiha ("A abertura")
| "Em nome de Deus, o Clemente, o Misericordioso:"                          | بِسْمِ ٱللَّهِ ٱلرَّحْمَـٰنِ ٱلرَّحِي                               | Bismillah ar-rahmaan ar-raheem                                             |
| "Louvado seja Deus, Senhor do Universo,"                                  | ٱلْحَمْدُ لِلَّهِ رَبِّ ٱلْعَـٰلَمِي                                 | Al-hamdu lillahi rabb al-alameen                                           |
| "Clemente, o Misericordioso,"                                             | ٱلرَّحْمَـٰنِ ٱلرَّحِي                                        | Ar-rahmaan ar-raheem'                                                      |
| "Soberano do Dia do Juízo"                                                | مَـٰلِكِ يَوْمِ ٱلدِّي                                        | Ma[a]liki yawm ad-deen                                                     |
| "Só a Ti adoramos e só de Ti imploramos ajuda;"                           | إِيَّاكَ نَعْبُدُ وَإِيَّاكَ نَسْتَعِينُ                               | Iyyaaka naabudu wa iyyaaka nastaeen                                        |
| "Guia-nos à senda reta"                                                   | ٱهْدِنَا ٱلصِّرَ ٰط ٱلْمُسْتَقِيمَ                                | Ihdina s-siraata l-mustaqeem                                               |
| "À senda dos que agraciaste, não à dos abominados, nem à dos extraviados" | صِرَ ٰطَ ٱلَّذِينَ أَنْعَمْتَ عَلَيْهِمْ غَيْرِ ٱلْمَغْضُوبِ عَلَيْهِمْ وَلاَ ٱلضَّاۤلِّينَ | Siraata l-latheena anamta alaihim ghair al-mughdoobi alaihim wa la daaleen |
O fiel diz "amin" ("amém"), seguindo-se a leitura de versículos do Corão à escolha. Depois desta introdução, em pé, o muçulmano inclina-se, levando as mãos aos joelhos, enquanto volta a recitar o takbir. Permanecendo nesta posição, deve recitar três vezes Subhaana rabbiy al-‘azheem, que significa "Sede exaltado, meu Senhor Altíssimo". Regressando à posição erecta o muçulmano diz "Sami‘a-llaahu liman hamidah Rabbanaa wa laka-l-hamd" ("Deus ouviu aquele que O louvou. Louvado sejas, Senhor nosso!).
De seguida, o muçulmano prosterna-se, para ficar de cara com o chão, voltando a recitar o takbir. De cara com o chão, volta a dizer três vezes "Sede exaltado, meu Senhor Altíssimo".